# التا، بخش گرین‌بریر، ویرجینیای غربی
التا، بخش گرین‌بریر، غرب ویرجینیا (به انگلیسی: Alta, Greenbrier County, West Virginia) یک منطقهٔ مسکونی در ایالات متحده آمریکا است که در ویرجینیای غربی واقع شده‌است.

## خصوصیات
التا ۷۵۴٫۰۸ متر بالاتر از سطح دریا واقع شده‌است.